# 日EU定期首脳協議

日本と欧州連合の位置関係

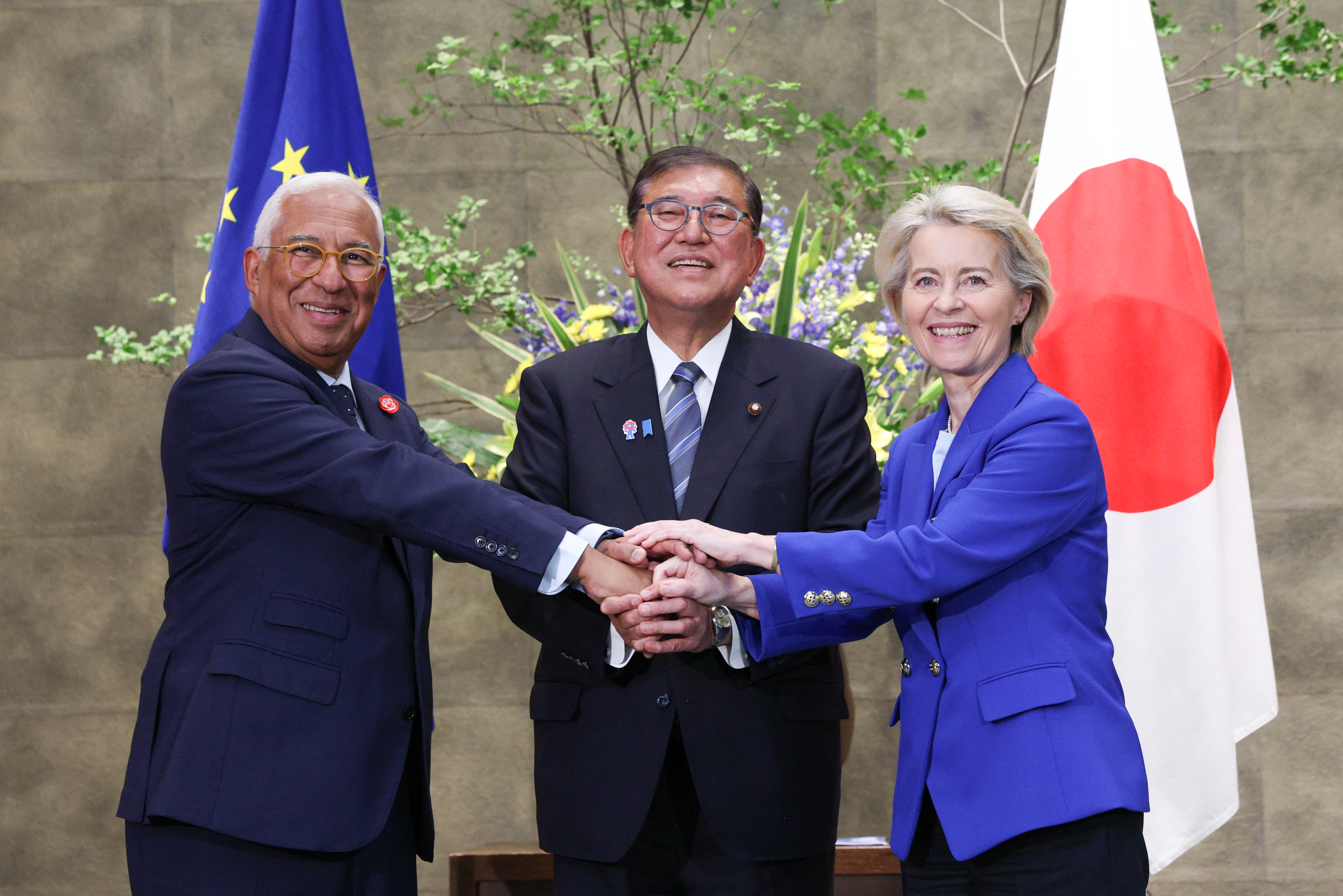
第30回日EU定期首脳協議（左からアントニオ・コスタ、石破茂、ウルズラ・フォン・デア・ライエン）

日EU定期首脳協議（または、日EU定期首脳会談、英: Japan-EU Summit）とは、日本と欧州連合（EU）との間で、原則として一年に一度、定期的に開催されている、政府首脳同士による会談である。第1回は1991年にオランダのハーグにおいて行われた。

## 概要
- 原則として年1回開催されるが、2012年、2016年、2020年、2024年は開催されなかった。
- ヨーロッパにおける開催と日本における開催が交互に行われる。
- 日本の首脳は内閣総理大臣であり、EUの首脳は大統領と呼称される欧州理事会議長と、欧州委員会委員長も出席している。

## 過去の開催
| 回数   | 時期       | 場所           |
| ------ | ---------- | -------------- |
| 第1回  | 1991年7月  | ハーグ         |
| 第2回  | 1992年7月  | ロンドン       |
| 第3回  | 1993年7月  | 東京           |
| 第4回  | 1995年6月  | パリ           |
| 第5回  | 1996年9月  | 東京           |
| 第6回  | 1997年6月  | ハーグ         |
| 第7回  | 1998年1月  | 東京           |
| 第8回  | 1999年6月  | ボン           |
| 第9回  | 2000年7月  | 東京           |
| 第10回 | 2001年12月 | ブリュッセル   |
| 第11回 | 2002年7月  | 東京           |
| 第12回 | 2003年5月  | アテネ         |
| 第13回 | 2004年6月  | 東京           |
| 第14回 | 2005年5月  | ルクセンブルク |
| 第15回 | 2006年4月  | 東京           |
| 第16回 | 2007年6月  | ドイツ         |
| 第17回 | 2008年4月  | 東京           |
| 第18回 | 2009年5月  | プラハ         |
| 第19回 | 2010年4月  | 東京           |
| 第20回 | 2011年5月  | ブリュッセル   |
| 第21回 | 2013年11月 | 東京           |
| 第22回 | 2014年5月  | ブリュッセル   |
| 第23回 | 2015年5月  | 東京           |
| 第24回 | 2017年7月  | ブリュッセル   |
| 第25回 | 2018年7月  | 東京           |
| 第26回 | 2019年4月  | ブリュッセル   |
| 第27回 | 2021年5月  | （テレビ会議） |
| 第28回 | 2022年5月  | 東京           |
| 第29回 | 2023年7月  | ブリュッセル   |
| 第30回 | 2025年7月  | 東京           |